# Hautmuskel
Unter Hautmuskeln (lat. Musculi cutanei) versteht man quergestreifte Muskulatur, die zwischen Haut und Oberflächenfaszie eingelagert ist. Sie hat damit keinen direkten Kontakt zum Skelett, sondern dient vorwiegend der Bewegung der Haut. Die Hautmuskulatur ist beim Menschen nur gering entwickelt, da Menschen praktisch jeden Ort des Körpers mit den Händen erreichen können. Bei den übrigen Säugetieren erstreckt sie sich über den Kopf, Hals, Schulter und Bauch und dient vorwiegend der Abwehr von Insekten über Hautzuckungen. Die Hautmuskulatur des Kopfes spielt darüber hinaus eine Rolle in der Mimik.

## Hautmuskeln von Kopf und Hals
Am Hals ist beim Menschen das Platysma ausgebildet. Bei Raubtieren kommen zwei weitere Halshautmuskeln (Musculus sphincter colli superficialis und profundus) vor. Bei Huftieren ist nur ein Hautmuskel, der Musculus cutaneus colli, ausgebildet, der im hinteren Halsbereich lokalisiert ist.
Das Platysma erstreckt sich auch auf den Kopf. Bei Huftieren ist es nur in der Region des Musculus masseter ausgebildet und wird hier als Kopfhautmuskel (Musculus cutaneus facei) bezeichnet.

## Hautmuskeln des Rumpfes
Im Bereich des Rumpfes sind beim Menschen keine Hautmuskeln ausgebildet. 
Bei Tieren wird der Großteil des Bauches vom Rumpfhautmuskel (Musculus cutaneus trunci) bedeckt, der mit etwa horizontalem Faserverlauf von der Rippengegend zur Kniefalte zieht. Bei Großtieren (z. B. Pferde und Rinder) ist er bis zu 2 cm dick, bei Hunden nur etwa 1 mm. Bei Huftieren erstreckt sich dieser Muskel als Musculus cutaneus omobrachialis auch auf den Schulter- und Oberarmbereich. Der Rumpfhautmuskel löst eine Zuckung der Rumpfhaut zur Insektenabwehr aus (Pannikulusreflex). Die Innervation erfolgt durch den Nervus thoracicus lateralis.
Vom Rumpfhautmuskel spalten sich bei einigen Spezies kleine Muskelbänder ab, die als Vorhautmuskeln (Musculi preputiales cranialis und caudalis) bezeichnet werden. Sie erlauben ein aktives Vor- und Zurückziehen der Vorhaut.